# Albert Mkhitarian
Pour les articles homonymes, voir Mkhitarian.
 (décembre 2018).
Albert Mkhitarian (en arménien : Ալբերտ Մխիթարյան), né en 1954 à Léninakan est un architecte, sculpteur et artiste-peintre arménien et français.

## Biographie

### Formation
Albert Mkhitarian fréquente l’École des Beaux-Arts de Gyumri (1964-1968), la deuxième plus grande ville d’Arménie, afin de suivre des cours de dessin et de peinture. En 1981, il termine ses études à la faculté d’architecture de l’Institut polytechnique d’Erevan, en obtenant le diplôme d’État d’architecte.
Tout en travaillant comme architecte, il continue à réaliser des peintures et des sculptures. Il expose alors ses peintures et sculptures en Arménie, en Iran et aux États-Unis.
En 1998, il s’installe avec sa famille en France, à Nice, où il se consacre à la sculpture et la peinture.
Les sculptures et tableaux d'Albert Mkhitarian sont exposés dans plusieurs musées ou fondations à caractère culturel dans le monde :
- La Muse (sculpture en bronze) au Musée d'art moderne d'Erevan ;
- L'Olivier[2], huile sur toile, au Château Grimaldi à Cagnes-sur-Mer ;
- Sonata, huile sur toile, à la fondation Mesnage-Augier-Negresco (Hôtel Negresco) à Nice.

Les expositions d'Albert Mkhitarian ont été a de nombreuses reprises relayées par les médias locaux et nationaux notamment en France, en Arménie et aux États-Unis,,.

### Sculptures monumentales
À la demande du conseil œcuménique de l’Église apostolique arménienne de Nice, Albert Mkhitarian réalise à son arrivée un khatchkar (խաչքար) de deux mètres de hauteur, qui orne la cour de l’église. Cette sculpture représente le sacre du roi Tiridate d’Arménie par Grégoire Ier l'Illuminateur. Des représentants des Églises catholique et orthodoxe de Nice, étaient présents lors de l’inauguration de ce « khatchkar » au printemps 1999.

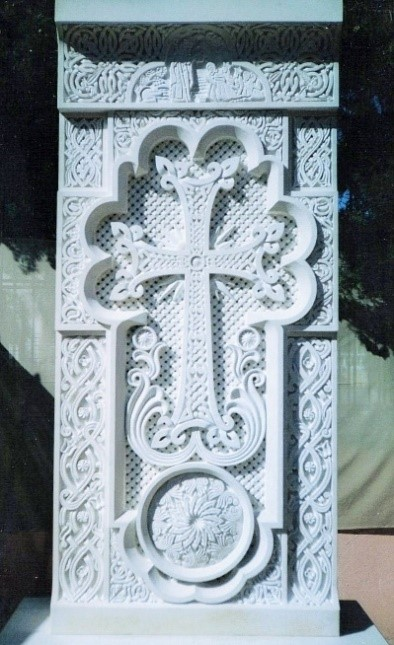
Khatchkar sculpté par Albert Mkhitarian dans la cour de l'église arménienne de Nice.

Peu de temps après, le père Antonin Blanchi, curé de la paroisse de la Basilique Notre-Dame de Nice, propose à Albert Mkhitarian de réaliser une sculpture de type « khatchkar » pour l’apposer sur le tympan intérieur situé au-dessus de l’entrée centrale de la Basilique.
L’année 2001 coïncidant avec le 1700e anniversaire de l’adoption du christianisme comme religion d’État par l’Arménie, Albert Mkhitarian réalise une sculpture en bas-relief destinée au tympan central de la Basilique Notre-Dame de Nice, célébrant à la fois la proclamation du christianisme en Arménie et la fraternité de l’Église apostolique arménienne et de l’Église catholique. Cette sculpture en bas-relief haute de deux mètres et large de trois mètres, représente à droite, la façade de la Basilique Notre-Dame de Nice et à gauche, la cathédrale Sainte-Etchmiadzin, saint siège d’Arménie. Au centre de la composition règne la croix classique des « khatchkar » arméniens. L’ensemble de la surface du bas-relief est décoré d’ornements. Pour la première fois dans l’Histoire des Églises apostolique et catholique, une sculpture d’ornementation typique de l’architecture arménienne orne l’intérieur d’une église catholique.

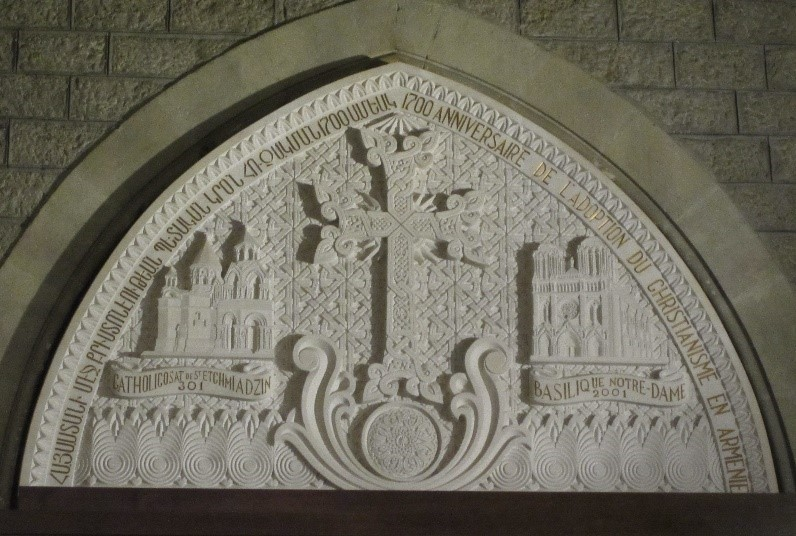
Bas-relief sculpté par Albert Mkhitarian sur le Tympan intérieur de la basilique Notre-Dame de Nice.

Le 12 décembre 2001, avant d’être placée à l’emplacement auquel elle était destinée, la sculpture a fait l’objet d’une onction par Karekine II, Catholicos de tous les Arméniens, accueilli pour l’occasion par Mgr Bonfils, évêque de Nice, en présence de Mgr Barsi, archevêque de Monaco, Mgr Narek Chakarian, le père Antonin Blanchi, des représentants des Églises chrétiennes de Nice, ainsi que de Jacques Peyrat, sénateur-maire de Nice, du président du Conseil général et des autorités civiles du département des Alpes-Maritimes,,.
Albert Mkhitarian est l’auteur d’un monument situé sur La Croisette à Cannes, au jardin d’Arménie, dédié à la mémoire des victimes du Génocide arménien de 1915 perpétré par le gouvernement Jeune turc et des combattants et résistants arméniens morts pour la France lors de la Première Guerre mondiale et de la Seconde Guerre mondiale. L’inauguration de ce monument, en présence des autorités municipales de la ville de Cannes, des représentants de la communauté arménienne de Cannes et de ses environs et des représentants de la République d’Arménie, a été relayée dans la presse locale, nationale et internationale. Depuis septembre 2002, ce monument est un lieu de rassemblement et de mémoire, notamment chaque année le 24 avril, pour la communauté arménienne de Cannes et de ses environs.

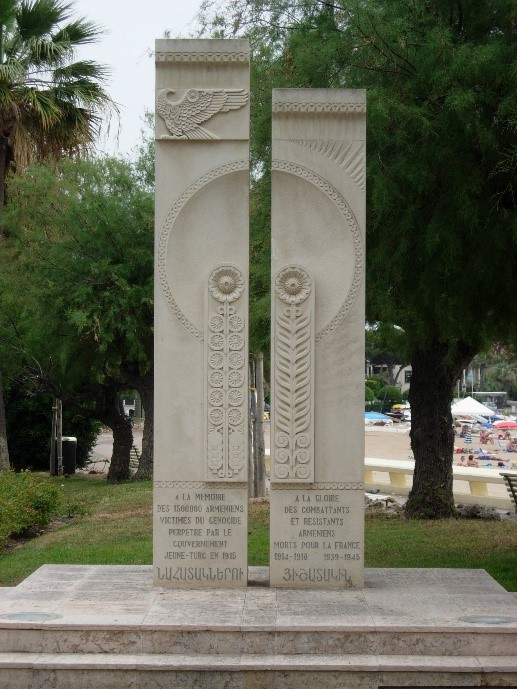
Monument situé sur La Croisette à Cannes, au jardin d’Arménie, dédié à la mémoire des victimes du Génocide arménien de 1915.

### Sculpture
Dès 2004, Albert Mkhitarian se concentre particulièrement sur la réalisation de sculptures en terre cuite émaillée, en céramique et en bronze. Il travaille pendant une année dans son Atelier-Galerie à Vallauris. Il expose sa première série de sculptures en terre cuite et en bronze, intitulée Le Bestiaire, lors d’une exposition personnelle à la Galerie Ferrero à Nice. Cette série a été suivie par plusieurs autres séries de sculptures, représentant notamment la beauté de la femme, des arlequins, des danseurs, des musiciens et des figures de la mythologie antique.
Albert Mkhitarian est aussi l’auteur de vitraux destinés à la décoration d’intérieur, des vitraux qui peuvent prendre la forme de fenêtres ou de portes vitrées. Récemment, il s’est également inspiré de l’art de vitraux pour l’introduire dans ses sculptures.[réf. nécessaire]

### Le carnaval de Nice
Albert Mkhitarian a travaillé  entre 2007 et 2017 en tant que sculpteur auprès de la société qui réalise les chars du carnaval de Nice.

## Expositions
- 1988-1998 : Exposition de peintures en Arménie, Iran et États-Unis
- Mars 2005 : Exposition personnelle de sculptures et d’œuvres graphiques à la galerie Ferrero de Nice[17]
- Mars 2006 : Salon d’art au Palais des expositions de Nice[18]
- Janvier 2006 : Exposition de sculptures à la mairie du 3e arrondissement de Lyon
- Juin 2006 : Biennale Art mondial au Château Baroux, prix remporté dans la catégorie sculpture
- Décembre 2006 : Exposition à la Maison des artistes de Cagnes-sur-Mer
- Novembre 2007 : Salon d'automne à Paris, discipline sculpture
- 2007 : Exposition de sculptures à la galerie Princesse de Kiev à Nice
- Septembre 2008 : Biennale de sculptures 2008 au musée Renoir à Cagnes-sur-Mer « La femme muse et modèle»[19]
- Mai 2009 : Salon lyonnais des artistes arméniens au Palais Bondy à Lyon
- Novembre 2010 : Salon des indépendants au Grand Palais à Paris dans le cadre de « Art en Capital »
- Mars 2011 : Exposition de sculptures à la mairie du 17e arrondissement de Paris
- Avril 2012 : Art Monaco au Grimaldi Forum Monaco
- Octobre 2012 : Monaco, GemlucArt  Concours international d'art contemporain « Couleurs du Monde »
- Avril 2013 : Art Monaco au Grimaldi Forum Monaco
- Juin 2013 : Lyon, Palais Bondy, Xème Salon lyonnais
- Juin 2015 : Participation à l’exposition de Marseille à L’hôtel Intercontinental, Hôtel Dieu
- Juin 2017 : Exposition personnelle de peintures, de sculptures et d’œuvres graphiques au Musée d’art Moderne de Erevan[20](Arménie)
- Juillet 2017 : Exposition personnelle de peintures, de sculptures et d’œuvres graphiques au Musée Merkurov au sein du Musée de l’architecture nationale Dzitoghtsyan à Gyumri (Arménie)
- Juin 2018 : XIe Salon International des Artistes Arméniens au Palais Bondy à Lyon (France)